# Accidentul speologic de la Mount Gambier din 1973
Accidentul speologic de la Mount Gambier din 1973 a fost un incident de scufundări ce a avut loc în 1973 într-o dolină inundată cunoscută sub numele de „The Shaft” de lângă Mount Gambier⁠(d) din Australia de Sud. Incidentul s-a soldat cu moartea a patru scafandri amatori: frații Stephen și Christine M. Millott, Gordon G. Roberts și John H. Bockerman. Cei patru scafandri au explorat mai departe de limite pe care le stabiliseră singuri, fără a folosi un ghid și, ca urmare, s-au rătăcit, și-au epuizat aerul de respirat și s-au înecat. Acestea sunt singurele decese cunoscute la fața locului. Alți patru scafandri din același grup au supraviețuit.
Trupurile neînsuflețite au fost toate recuperate în anul următor, iar incidentul a influențat restricționarea accesului în locurile de scufundări în peșteri din Australia, formarea Cave Divers Association of Australia mai târziu în acel an și dezvoltarea Brigăzii de Recuperare Subacvatică a Poliției din Australia de Sud.

## The Shaft

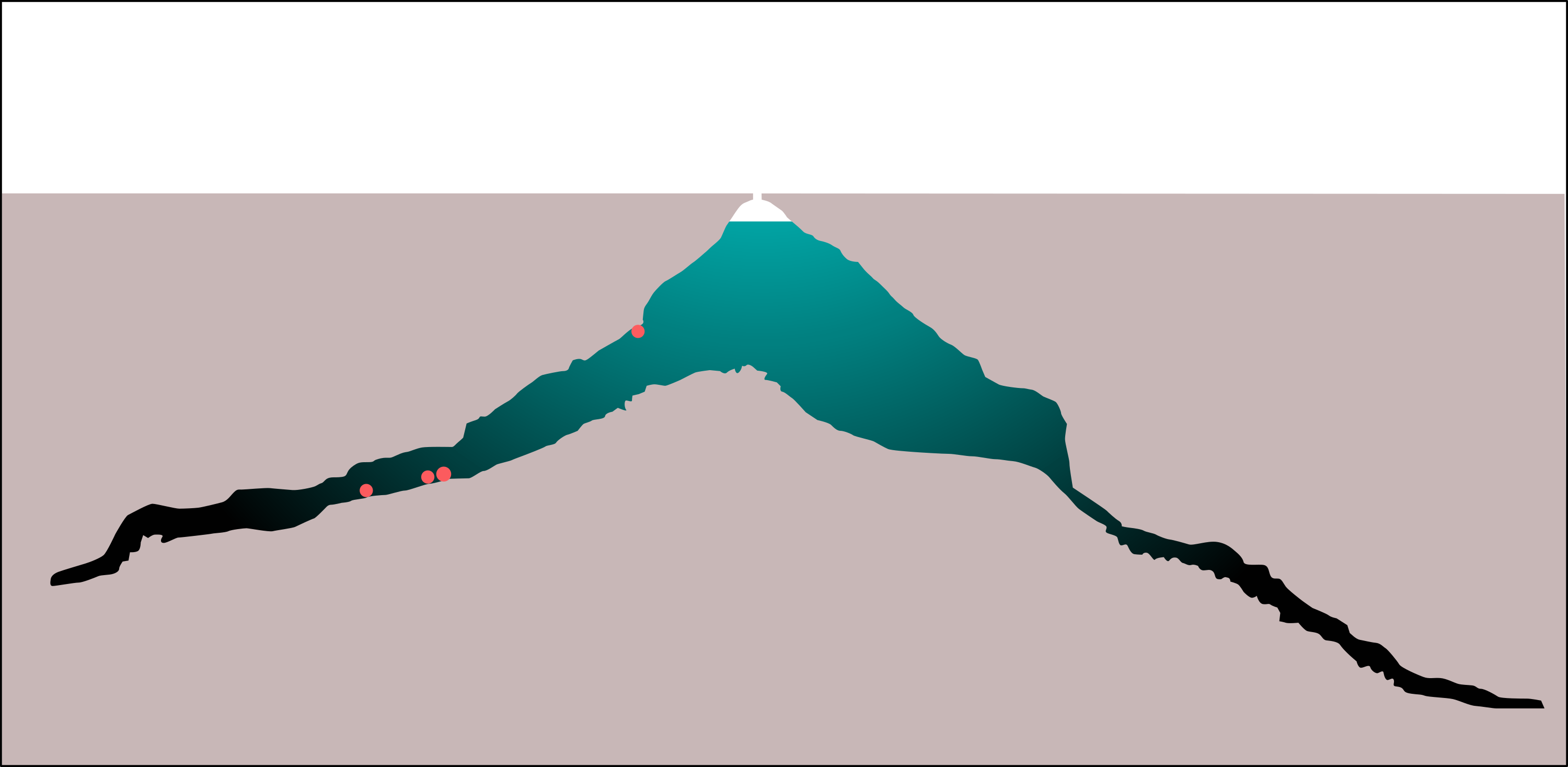
Secțiune prin Shaft

Intrarea în dolina cunoscută sub numele de The Shaft a fost descoperită în 1938 într-un câmp cunoscut sub numele de Thompson's Paddock, la o fermă de lângă Allendale East, la câțiva kilometri sud de Mount Gambier, când un cal dintr-un grup s-a împiedicat de o mică gaură de circa 30 cm diametru, care s-a dovedit a fi un aven ce se deschidea într-o dolină mare. Ulterior, gaura a fost lărgită până la aproximativ 1 m diametru pentru accesul în scopuri de explorare. La mijlocul anilor 1960, un scafandru local a coborât prin deschiderea lărgită de ploaie la 80 cm în camera largă de 17 m cu lac pe fund, și a efectuat prima coborâre la o adâncime de aproximativ 21 m.
Peștera este una dintre numeroasele forme de relief carstic de adâncime în calcar poros din această parte a Australiei de Sud. Camera principală are aproximativ 140 m lungime și 80 m lățime. Nivelul apei este la aproximativ 7 m sub nivelul solului, iar deschiderea este considerabil mai largă în acest punct. O grămadă de roci direct aflate sub deschiderea de la suprafață se ridică la o adâncime minimă de aproximativ 36 m. Un tunel se extinde spre nord-vest la o adâncime de aproximativ 80 m, iar un altul spre est atinge o adâncime maximă de 124 m. Din cauza dimensiunii găurii și a înălțimii, scafandrii și echipamentele sunt coborâte în cameră separat folosind un sistem de ridicare.
Se spune că numele ar proveni de la lumina soarelui strălucitoare care pătrunde prin intrarea în adâncuri într-o zi însorită.
Prima hartă rezonabil de precisă a peșterii a fost realizată în 1984, după ce nou-formatul Grup de Cercetare al CDAA a făcut scufundări pentru cartografiere și fotografiere care au relevat faptul că încăperea este de formă aproximativ ovală. A existat o altă explorare în iunie 1992, dar cele mai adânci secțiuni au fost cercetate și cartografiate în 2002 și 2003. Tunelul estic este obstrucționat de restricții la aproximativ 57 m și continuă în jos până la 124 m înainte de a deveni orizontal, iar accesul mai departe este blocat de o grămadă de pietre.
The Shaft se află pe teren privat și se permite acesul numai scafandrilor acreditați la CDAA.

## Context
La 26 mai 1973, un grup de nouă scafandri a sosit la Mount Gambier în Australia de Sud cu intenția de a face scufundări în peșteră la „The Shaft”, o deschidere de 90 cm a unei doline care duce la o mare peșteră subacvatică, renumită printre scafandri pentru apa limpede și structura interioară interesantă. John H. Bockerman, Peter S. Burr, Christine M. Millott, Glen Millott, Stephen Millott, Larry Reynolds, Gordon G. Roberts și Robert J. Smith au fost cei opt scafandri care intenționau să se aventureze în peșteră; un a noua membră a grupului, Joan Harper, hotărâse că nu va face scufundări și, în schimb, va rămâne lângă dolină, pregătind supă fierbinte și asistând grupul în alte moduri.
Cu o zi înainte de accident, grupul a semnat cartea de oaspeți de la ferma B.V. Ashby și a finalizat cu succes o scufundare în dolină, instalând o baliză la aproximativ 46 m în apă și ajungând la punctul de interes principal cunoscut sub numele de „grămada de pietre”, o grămadă centrală de moloz de calcar aflată la aproximativ 40 de metri adâncime, direct sub intrarea în dolină. Ei au explorat rapid perimetrul grămezii de roci înainte de a ieși la suprafață. Cum baliza era deja instalată, grupul a plănuit să se întoarcă în dimineața următoare și să continue explorarea cavernei.
Grupul a ajuns la dolină în dimineața zilei de 28 mai, după ce și-a umplut cilindri de 2 m³ la Mount Gambier, și a coborât rapid la grămada de pietre. Relatările scafandrilor indică faptul că nu plănuiseră să exploreze mai departe de „margine”, o continuare îngustă și înclinată în jos a peșterii de pe o parte a camerei principale, departe de conul de lumină naturală furnizat de deschiderea dolinei. Grămada de pietre era în general considerată limita de siguranță pentru scufundări de agrement; caverna din jur era întunecată, neexplorată, acoperită cu nămol liber și moloz de calcar și continua în jos până la adâncimi unde efectele narcozei azotului devin extreme dacă gazul de respirat nu este diluat cu heliu. Chiar și la adâncimea perimetrului grămezii de pietre, efectele narcozei ar fi fost semnificative, ceea ce poate să fi afectat deja judecata scafandrilor.
Coborârea inițială a decurs fără probleme, dar cei opt scafandri au neglijat la începutul scufundării câteva proceduri de siguranță recunoscute. Baliza nu era ancorată în fundul cavernei și nu era echipată cu rezervoare de aer suplimentare, și nici scafandrii nu erau pregătiți cu strategii adecvate de gestionare a aerului⁠(d). Grupul nu și-a stabilit perechi de scufundare⁠(d) și nu a folosit nicio formă de frânghie de siguranță⁠(d); Glen Millott a declarat mai târziu că nu au folosit frânghii de siguranță, deoarece opt frânghii separate într-un spațiu atât de restrâns ar fi creat o situație periculoasă pentru scafandri. Robert Smith, care se scufundase la dolină de opt ori mai înainte și stabilise cea mai mare parte a planului de scufundare, nu se aștepta ca ceilalți membri ai grupului să se aventureze atât de departe în peșteră.

## Accidentul
Există relatări separate din partea celor patru scafandri supraviețuitori, realizate împreună cu ajutorul fostului superintendent șef Wallace B. Budd, și care stabilesc cronologia a ceea ce s-a întâmplat cu cele patru victime. La perimetrul grămezii de roci, Smith a început să simtă efectele narcozei azotului. Indicatorul de adâncime arăta aproximativ 55 m. Scafandru cu experiență, familiarizat cu simptomele narcozei, Smith a făcut semn grupului său că se întoarce în vârful grămezilor de pietre. Grupul a semnalat că ei vor continua explorarea. Smith a rămas lângă grămada de pietre, înconjurând-o timp de aproximativ 8 minute în căutarea unor oase de animale. Apoi a văzut lanterna lui Glen Millott întorcându-se din direcția în care plecaseră ceilalți. Glen Millott îi monitoriza aerul și știa că nu avea timp; încercase să o bată pe Christine Millott pe braț și să-i amintească că timpul ei a expirat, dar cei doi s-au despărțit înainte ca el să apuce. Smith și Glen Millott s-au întâlnit și au ieșit împreună la suprafață, descoperind cu această ocazie că Larry Reynolds se întorsese deja din scufundare. O jumătate de minut mai târziu, Peter Burr a ieșit la suprafață cu rezervorul aproape gol.
Știind că ceilalți au rezerve de aer la fel de scăzute, Glen Millott și-a pus rapid un rezervor de rezervă și s-a întors în apă. A coborât la o adâncime de 69 m, unde coborârea devenea verticală. La margine, a găsit lanterna și camera lui Stephen Millott. Cantități semnificative de nămol fuseseră perturbate, iar vizibilitatea se redusese aproape la zero. Glen Millott nu a avut de ales decât să decomprime și să revină la suprafață. Când a ieșit la suprafață, o ambulanță ajunsese la dolină. Peter Burr s-a întors în cavernă pentru încă o privire, dar nu a găsit pe nimeni. Până în acel moment, grupul era conștient că nu mai căutau supraviețuitori, ci doar cadavre.
La sfârșitul scufundării planificate, după ce s-au întors pentru a reveni la suprafață, scafandrii supraviețuitori i-au văzut pe Christine Millott și Gordon Roberts încercând să urce rapid înapoi la grămada de pietre. Cu toate acestea, în loc să urce de-a lungul pantei pe care coborâseră, ei au înotat drept în sus, posibil pentru că erau îngrijorați că aerul li se va epuiza în curând. Cei doi scafandri au înotat direct în sus într-o cupolă din tavan care nu avea ieșire. Reynolds a declarat că le-a văzut lanternele căutând frenetic o ieșire, înainte ca Roberts să-i spună că s-au pierdut. Potrivit lui Reynolds, Christine Millott și Gordon Roberts păreau „speriați”. Aceasta a fost ultima dată când cei doi au fost văzuți. Probabil că sufereau de narcoza azotului și erau înconjurați de nămol, care le permitea vizibilitate minimă, ca urmare nu reușeau să găsească o ieșire. Și-au epuizat rezerva de aer și s-au înecat; trupurile lor au fost găsite mai târziu împreună sub cupola din tavan de care nu reușiseră să scape. Relatările sugerează că Christine Millott și Gordon Roberts se țineau în brațe, deoarece știau că moartea lor era iminentă. Trupurile lor au fost găsite împreună.
Mai jos și cam în același timp, un scafandru supraviețuitor spune că a văzut un membru al grupului lor înotând puternic în jos în peșteră. Acesta era John Bockerman, care era probabil sub efectele unei narcoze severe cu azot și poate că nu știa că înota spre moarte sigură. Trupul său a fost localizat la aproximativ 6 m distanță de locul unde a fost văzut ultima dată și se afla la cea mai mare adâncime dintre cele patru victime.
A patra victimă, Stephen Millott, s-ar putea să fi fost văzut pierdut sub tavanul peșterii cu puțin timp înainte ca scafandrii supraviețuitori să iasă la suprafață. Deși lanterna și camera sa au fost găsite la baza grămezii de roci, trupul său a fost găsit sub o surplombă, la o adâncime de numai 15 m. În comparație cu celelalte victime, se știu puține despre ultimele momente ale lui Stephen, dar acesta purta o vestă de flotabilitate și, dacă a fost găsit sub o surplombă, probabil că plutea atunci când a murit.

## Recuperarea cadavrelor
O căutare efectuată în peșteră de către Brigada de Recuperare Subacvatică a Poliției la o adâncime de 61 m a fost inițiată la 29 mai 1973, a doua zi după accident. Căutarea a fost de scurtă durată și nu au fost găsite cadavre. Echipa era conștientă de faptul că nu erau pregătiți pentru o scufundare în astfel de condiții, iar operațiunea a fost descrisă de inspectorul șef Wallace Budd de la Poliția Diviziunii de Sud-Est de la Mount Gambier drept un „exercițiu de învățare pe parcurs”. O a doua încercare a fost făcută pe 30 mai, din nou fără succes. Căutarea poliției a fost în cele din urmă amânată, deoarece echipa a cerut expertiză în scufundare din partea Marinei Militare, pregătire ce urma să dureze câteva luni.
În ianuarie următor, proprietarii terenurilor au permis unei echipe de filmare de televiziune, care făcea un documentar despre scufundările în peșteră în Sud-Estul Inferior, să intre în dolină. Pe 22 ianuarie 1974, după câteva zile de scufundări în alte peșteri din zonă, echipajul a coborât la o adâncime de 15 m și, folosind echipamente profesionale de iluminat, a iluminat peștera „ca la lumina zilei”. Un tehnician care se uita în direcția a doi dintre colegii săi a observat ceea ce părea a fi o a treia persoană în spatele lor. O inspecție ulterioară a relevat că era vorba despre un cadavru îmbrăcat într-un costum de neopren. Echipajul a întors lumina imediat și a ieșit la suprafață împreună pentru a-și raporta descoperirile. Potrivit echipajului, cadavrul nu a fost filmat. În dimineața zilei de 23 ianuarie 1974, poliția a ajuns la dolină și s-a scufundat la o adâncime de 15 m, unde s-a găsit un cadavru plutind sub o protuberanță orizontală a plafonului înclinat al cavernei. Cadavrul a fost imediat remorcat, iar polițiștii scafandri au continuat să caute până la o adâncime de 55 m, negăsind nimic altceva. La început, trupul era identificabil doar după echipamentul pe care îl purta, iar identificarea oficială a necesitat fișe stomatologice. S-a descoperit că cadavrul este cel al lui Stephen Millott.
Proprietarii terenului, din ce în ce mai deranjați de ideea celor trei cadavre rămase blocate pe proprietatea lor, au abordat o echipă de amatori de scufundări din Melbourne pentru a începe eforturile de recuperare. Cu toate acestea, echipa de scufundări a poliției își finaliza pregătirile de recuperare cam în același timp.
Pe 9 martie 1974, RG Trayner și o echipă de scafandri au intrat în „The Shaft” echipate cu echipamente de scufundare substanțial îmbunătățite. La o adâncime de 56 m, Trayner a văzut un cadavru întins pe spate. La o examinare suplimentară, el a găsit un al doilea cadavru chiar sub acesta. Acestea au fost cadavrele lui Christine Millott și Gordon Roberts. 6 m mai jos, Trayner a localizat și cadavrul lui John Bockerman sub o margine de stâncă. A încercat să mute trupul într-o poziție mai ușor de recuperat, dar a abandonat efortul știind că nu avea suficient aer.
A doua zi, scafandrii au încercat să se întoarcă și să recupereze cadavrele, dar nu au reușit, iar efortul a fost oprit după ce apa a devenit prea tulbure. S-au mai încercat câteva scufundări, dar cadavrele nu au mai putut fi găsite. În cele din urmă, în a treia zi de scufundări, trupurile au fost găsite, iar Christine Millott și Gordon Roberts au fost recuperați de la o adâncime de 59 m la 11 martie 1974. Au fost făcute încercări de a recupera trupul lui Bockerman de la o adâncime de 66 m a doua zi dimineața, dar scafandrii au renunțat din cauza apariției narcozei azotului.
Scafandrii au fost trimiși acasă timp de o lună pentru a se recupera din eforturile prelungite și pentru a se antrena în continuare pentru recuperarea finală a trupului, care a fost cea mai dificilă din cauza adâncimii și poziției sale extreme. Planul final de scufundare a inclus o zi de scufundare pentru a asigura locația corpului folosind o linie de ghidare, o zi de odihnă pentru scafandri pentru a se recupera de la potențiale efecte narcotice, deși acum se știe că efectele narcotice se disipează imediat la urcare, fără efecte secundare, și a treia zi pentru recuperarea trupului. Scafandrii au suferit de narcoză semnificativă în ambele zile de scufundări, dar echipamentele și procedurile lor îmbunătățite au asigurat că operațiunea a decurs conform planului, iar cadavrul lui John H. Bockerman a fost recuperat din peșteră pe 9 aprilie 1974, la 11 luni și 11 zile după accident.

## Ancheta și constatările
Cauza decesului la toți cei patru scafandri a fost lipsa aerului cu înec terminal.
La autopsia lui Stephen Millott, cele trei moduri posibile de vătămare mortală luate în considerare au fost embolia aeriană – o consecință a leziunii prin suprapresiune pulmonară, de obicei datorată ascensiunii în timp ce ținea respirația – dar nu s-ar mai fi putut detecta dovezi de barotraumă pulmonară după o perioadă atât de lungă; moartea ca urmare a respirării de gaz contaminat, care a fost exclusă de testele asupra aerului rămas în cilindru și lipsa urmelor de monoxid de carbon în probele de țesut; sau moartea prin înec, care a fost susținută de dovezile de reziduuri de diatomee în țesutul pulmonar, indicând că a a avut loc pătrunderea apei înainte sau posibil după moarte. Din relatările supraviețuitorilor, s-a constatat și că embolia este puțin probabilă.
Medicul legist, magistratul special RF Stokes, a concluzionat că cei patru scafandri și-au depășit timpul maxim, au rămas fără aer și au murit de hipoxie, consecința obișnuită a înecului fatal. O altă constatare a fost că, deși toți scafandrii pretindeau că sunt experimentați, iar patru dintre ei erau instructori, niciunul dintre ei nu avea experiență ca scafandru speolog (scufundări în peșteră) și că nu au fost luate măsuri de siguranță adecvate, referindu-se în mod specific la lipsa unui sistem de întoarcere în siguranță la suprafață, cilindri de decompresie de urgență în etape, orice sistem de siguranță recunoscut (cum ar fi un sistem de perechi) și că nimeni nu avea în mod clar responsabilitatea pentru planificarea scufundării și siguranța grupului.

### Echipamente
Echipamentul folosit de scafandri era tipic epocii, iar atunci când a fost inspectat în condiții valide din punct de vedere criminalistic⁠(d) s-a dovedit a fi de bună calitate și în stare bună de funcționare. Din 16 cilindri inspectați de poliție, 14 aveau 2 m³ și doi aveau 1,4 m³, conectate ca un set dublu. Cel puțin unii dintre cilindri se bazau pe o supapă de rezervă acționată manual pentru a elibera aerul destinat ca marjă de siguranță, ceea ce era obișnuit la acea vreme. Buteliile au fost aduse la fața locului cu aer umplut în Sydney, dar unele au fost reumplute la Mount Gambier după prima scufundare. Analiza conținutului cilindrului a constatat că aerul nu a fost contaminat cu monoxid de carbon, deși două dintre buteliile recuperate de la decedat se inundaseră parțial după ce au fost golite de utilizatorii lor și s-au scufundat înapoi în fund, indicând că aerul fusese complet consumat, și s-a corodat în timpul lunilor petrecute pe fundul apei. S-a constatat că aerul din buteliile folosite de supraviețuitori se încadrează în recomandările relevante pentru respirarea aerului pentru scufundări. A fost analizată și o mostră de aer prelevată de la compresorul de la Mount Gambier, constatându-se că și ea se încadrează în standarde, iar compresorul era în stare bună, admisia lui neavând surse posibile de contaminare.

### Suspiciunile de aer contaminat
În urma accidentului, Robert Smith a susținut că a suferit o narcoză a azotului severă la 55 m la scufundarea inițială, dar nu a simțit efecte narcotice după ce a apucat un rezervor de rezervă și s-a întors la aceeași adâncime pentru a-i căuta pe ceilalți. De asemenea, a susținut că are experiență în scufundări la adâncimi de până la 90 m (la aer) fără a experimenta efecte narcotice notabile. Rezervorul pe care l-a luat la prima scufundare fusese umplut la Mount Gambier, în timp ce rezervorul de rezervă luat pentru a doua scufundare pentru a căuta scafandrii dispăruți fusese umplut la Sydney. Smith a spus că era „ceva în neregulă cu aerul local” și a susținut că contaminarea în timpul umplerii butelilor de la Mount Gambier ar fi putut fi cauza celor patru decese.
Un expert în medicina scufundării, dr A.B. Mc. Cant, a fost consultat cu privire la accident și însărcinat în mod special cu examinarea cilindrilor recuperați de la Smith și restul grupului. După o examinare amănunțită și teste de laborator asupra conținutului cilindrului, el a concluzionat că suspiciunile privind aerul impur erau „în totalitate fără fundament”. Dr. Cant și-a exprimat anterior opinia conform căreia grupul a neglijat o serie de măsuri de siguranță în planificarea și execuția scufundării și că acești factori au dus în cele din urmă la incident.

## Perspectiva și impactul istoric
Acviferul de calcar din zona Mount Gambier este de până la 150 m grosime și este alimentat de ploaie. Curgerea este de la nord-vest la sud-est prin roca poroasă, pentru a ieși la izvoarele de pe coastă, cum ar fi iazurile Ewens⁠(d). S-au format mai multe doline în zone în care volume mari de rocă s-au dizolvat și plafoanele golurilor s-au prăbușit ulterior. Părți ale unora dintre aceste doline pot fi explorate prin scufundare cu acces direct la suprafață sau cu lumină naturală vizibilă – clasificate ca scufundări în cavernă, în timp ce alte părți sunt dincolo de lumina zilei și sunt clasificate ca scufundări în peșteri.
De la începutul anilor 1960, scafandrii au început să se scufunde în The Shaft, Black Hole, dolina Kilsby⁠(d) și Picanninnie Ponds⁠(d), cu scafandri venind din Victoria și New South Wales. Cele mai multe dintre aceste scufundări au fost efectuate la lumină naturală, utilizând echipamente și tehnici standard pentru ape deschise, inclusiv un singur cilindru tipic cu rezervă cu supapă J și fără manometru, detentor unic, costum de neopren cu centură de lestare, dar rareori și cu compensator de flotabilitate. Au fost folosite lumini de scufundare unice cu putere redusă, iar mulinetele pentru speologie nu deveniseră încă disponibile.
O mică minoritate de scafandri a început să exploreze zonele întunecate ale dolinelor și adevăratelor peșteri și au experimentat cu echipamente pe baza cărora urmau să se dezvolte echipamente moderne de scufundări în peșteri. Unele experimente cu fire de siguranță alimentate de la bază au evidențiat limitările acestora în peșteri adevărate, deși funcționează satisfăcător în majoritatea mediilor de doline. În consecință, după 1968, s-au dezvoltat mulinetele de peșteră, ce permit întinderea de către scafandri a firelor de ghidaj temporare și permanente. Au fost folosiți foarte puțini cilindri dubli și, în mare parte, erau cuplați la o singură priză. Sursele de aer cu redundanță au început să fie introduse în anii 1970, dar nu erau prea populare din cauza costurilor. Detentoarele au fost acceptate ca echipament de scufundare în peșteră în jurul anului 1976, iar ca echipament de scufundări în doline câțiva ani mai târziu.
Condițiile de apă „pură ca aerul” experimentate în dolinele și peșterile găsite în Sud-Estul Inferior (zonă numită astăzi Coasta de Calcar⁠(d)) din Australia de Sud au atras mulți scafandri vizitatori, primele scufundări în peșteri și doline având loc aproape de sfârșitul anilor 1950. Până la mijlocul anilor 1980, scafandrii foloseau, în general, cilindri de scufundare unici și torțe și mulinete artizanale, ceea ce a dus la limitarea majorității explorărilor lor. Tehnologiile cu gaze mixte și recirculatoare pot fi acum utilizate în multe locații. Zona este de obicei cunoscută în comunitatea de scufundări în peșteri ca regiunea Mount Gambier⁠(d). Se estimează că până la momentul incidentului în The Shaft fuseseră efectuate aproximativ 8000 de scufundări.
O serie de incidente ce au avut loc între 1969 și 1974 în fostul Sud-Est Inferior, în care au murit 11 scafandri (inclusiv un accident cu trei morți și unul cu patru) în formele carstice dolinele Kilsby, Piccaninnie Ponds, Death Cave (cunoscută și sub numele de Alleyns Cave) și The Shaft, a provocat multe comentarii publice și o anchetă guvernamentală căreia i s-a cerut un raport despre siguranța scufundărilor în doline. Ancheta a fost declanșată de Des Corcoran, vicepremierul Australiei de Sud, la 29 mai, și a condus la formarea Cave Divers Association of Australia⁠(d) Inc. (CDAA) în septembrie 1973 și la închiderea dolinelor pentru persoanele neevaluate de CDAA.  Introducerea unui program de testare de către CDAA în 1974, care a implicat evaluarea capacității potențialilor scufundători în peșteri, a condus la o scăderea ratei de decese. În 1989, acest sistem de testare a fost înlocuit cu un sistem de antrenament care constă din trei niveluri de calificare – Deep Cavern, Cave și Advanced Cave. Din 1974, au mai avut loc cinci decese în regiune; două persoane au murit la Piccaninnie Ponds în 1984, o persoană a murit la Kilsbys Hole în 2010 și două persoane au murit în incidente separate la Tank Cave în 2011, inclusiv renumita scufundătoare în peșteri Agnes Milowka⁠(d).
Acest incident a avut consecințe imediate și pe termen lung pentru echipa de recuperare subacvatică a poliției din Australia de Sud, care a fost formată în 1957 cu scopul de a căuta și recupera cadavre, bunuri furate și alte probe asociate cu infracțiunile și aflate sub ape. Instruirea suplimentară și echipamentul îmbunătățit au fost considerate necesare pentru operațiunile de căutare și recuperare a cadavrelor, care le-au extins sfera capacităților și au fost citate ca un punct de cotitură în istoria unității.